# Гагик (царь Кахети-Эрети)
Гагик (груз. გაგიკი; род. ? - ум. 1058) — царь Кахети-Эретинского царства 1039-1058 гг.  

## Биография
Из рода Багратуни (Младшая ветвь Кюрикян).
Он был сыном армянского царя, Давида I Анхогина, и его жены-грузинки, сестры кахетинского князя Квирике III Великого, усыновившего Гагика в качестве своего наследника.
Когда Квирике III умер в 1029 году, грузинский царь Баграт IV Багратиони, дальний родственник Гагика, присоединил Кахетию к своему царству, но в 1039 году кахетинская знать сумела восстановить монархию и поставить царем Гагика. 
Путем лавирования между Багратом IV и могущественным грузинским военачальником Липаритом Орбели, Гагику удалось сохранить свою корону и целостность своего царства. Он помогал Баграту в его экспедициях против Тбилисского эмирата, но когда царь Грузии в очередной раз попытался захватить владения Гагика в Эрети, Гагик объединился с Липаритом в восстании 1046-47 годов против Баграта IV, и добился более-менее стабильного контроля над своими территориями. 
Ему наследовал его сын, Агсартан.